# Białe Błota (gmina)
Pour les articles homonymes, voir Białe Błota.
Białe Błota est une gmina rurale du powiat de Bydgoszcz, Cujavie-Poméranie, dans le centre-nord de la Pologne. Son siège est le village de Białe Błota, qui se situe environ 6 km à l'ouest de Bydgoszcz.
La gmina couvre une superficie de 122,1 km2 pour une population de 14 003 habitants.

## Géographie
La gmina est bordée par la ville de Bydgoszcz et les gminy de Łabiszyn, Nakło nad Notecią, Nowa Wieś Wielka, Sicienko et Szubin.

## Villages
- Kruszyn Krajeński